# Цар Камбана
Цар Камбана (на руски: Царь-ко́локол) е най-голямата камбана в света, отлята за Успенския събор в Кремъл (Москва).
За отливането на камбаната лично императрицата на Русия императрица Анна подписва указ на 26 юли 1730 г.
Поръчката е възложена на майсторите – братята Иван Моторин и Михаил Моторин, които извършват отливането на бронза през нощта на 25 ноември 1735 г. Самото отливане продължава малко повече от час, но разтопяването на метала става за 36 часа. Украсата и портретите по камбаната са извършени от известни за времето си руски художници. Камбаната остава на място върху дървена конструкция и не е закачана в камбанария.
Общото тегло на камбаната е 200 t. Една част от бронза, ползван за отливането на Цар Камбана, е от друга камбана, известна със същото име, отлята през 1654 г. с тегло 130 t и разбила се по време на пожар през 1701 г.
Няколко години след отливането по време на пожар поради опасност от разтопяване камбаната е обляна с вода, което води до отчупването отломък с тегло 11,5 t. В този си вид тя става непригодна за експлоатация и остава в ямата, където пада след изгарянето на подпорните греди.
Сто години по-късно (1836 г.) камбаната и отломъкът са изложени на показ в Кремъл, където могат да се видят и днес.